# Omnidirektionaler Lautsprecher
Ein omnidirektionaler Lautsprecher (auch Radialstrahler oder Rundumstrahler genannt) ist ein schallerzeugendes System, das im Gegensatz zu üblichen Lautsprechertypen seine Schallenergie kaum gerichtet abgibt, also im Idealfall gleichmäßig kugelförmig abstrahlt. Meist handelt es sich dabei um eine Lautsprecherbox, bei der einzelne Bauelemente dafür sorgen, dass der Schall ihrer Lautsprecher horizontal kreisförmig verteilt wird. Es gibt jedoch auch Lautsprecher, die selbst multidirektional abstrahlen.

## Technische Grundlagen
Der Grad der Schallbündelung hängt von der Tonfrequenz und der Fläche des Lautsprechers ab. So strahlen übliche Tieftöner den Schall unterhalb etwa 150 Hz ohnehin annähernd kugelförmig ab. Bei Hochtönern hingegen ist der Großteil der reproduzierten Wellenlängen kleiner als die Frontplatte: Dadurch werden sie reflektiert und nach vorn gebündelt. (Der Übergang zum akustischen Halbraum ist im Lautsprecherbau als baffle step bekannt.) Das Maß der Bündelung unterliegt im Tonstudio verschiedenen Empfehlungen. Sie soll nicht zu gering ausfallen.

## Zielsetzung und Grenzen
Das Grundproblem der HiFi-Reproduktion können auch Omnidirektionale Lautsprecher nicht lösen: Die Gestaltung der Wiedergabe beginnt bereits bei der Aufnahme, spätestens aber bei der Abmischung des Tonmaterials im Studio. Eine Kopie des originalen Schallfeldes in den Hörraum hinein ist grundsätzlich nicht möglich. Alle bislang kommerzialisierten Formate unterliegen starken, prinzipiellen Beschränkungen. Deshalb sollte das vom Toningenieur im Studio in einem gestalterischen Prozess hergestellte Klangbild als „gut und richtig“, als das Original betrachtet werden. Demnach ist dann für eine originalgetreue Wiedergabe auch die Lautsprecheranlage im schallgedämpften Studio der Maßstab.
Bei Stereo-Wiedergabe soll der Hörer möglichst gleich weit von beiden Lautsprecherboxen entfernt (Stereodreieck) und in deren Höhe sitzen. Eine eher ungerichtete Höhenabstrahlung kann die Toleranzen verbessern. Omnidirektionale Abstrahlung kann jedoch durch Reflexionen an Wänden und Möbeln auch zu stärkeren Verfälschungen führen:
Der durch den Aufstellort beigetragene Hallanteil wird stärker. Grenzflächen des Hörraumes reflektieren den Schall und verfälschen das Raumgefühl. Je nach Aufstellung und Hörposition können Frequenzbereiche aufgrund von Interferenzen betont oder abgeschwächt sein. Solche Probleme treten auch mit konventionellen Lautsprechern auf, mit Rundstrahlern jedoch vermehrt.
Omnidirektionale Lautsprecher werden daher in großen und/oder dämpfenden Räumen eingesetzt. Außer Räumen zur Musikwiedergabe sind das Bahnhofsgelände, Flure oder Einkaufszentren.

## Bauformen

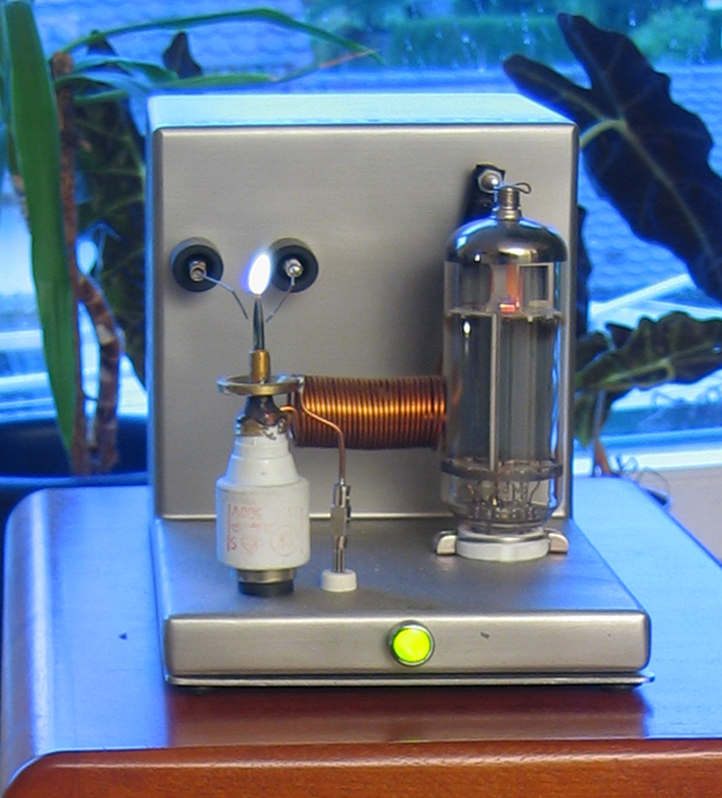
Plasmahochtöner (blaue Flamme links)

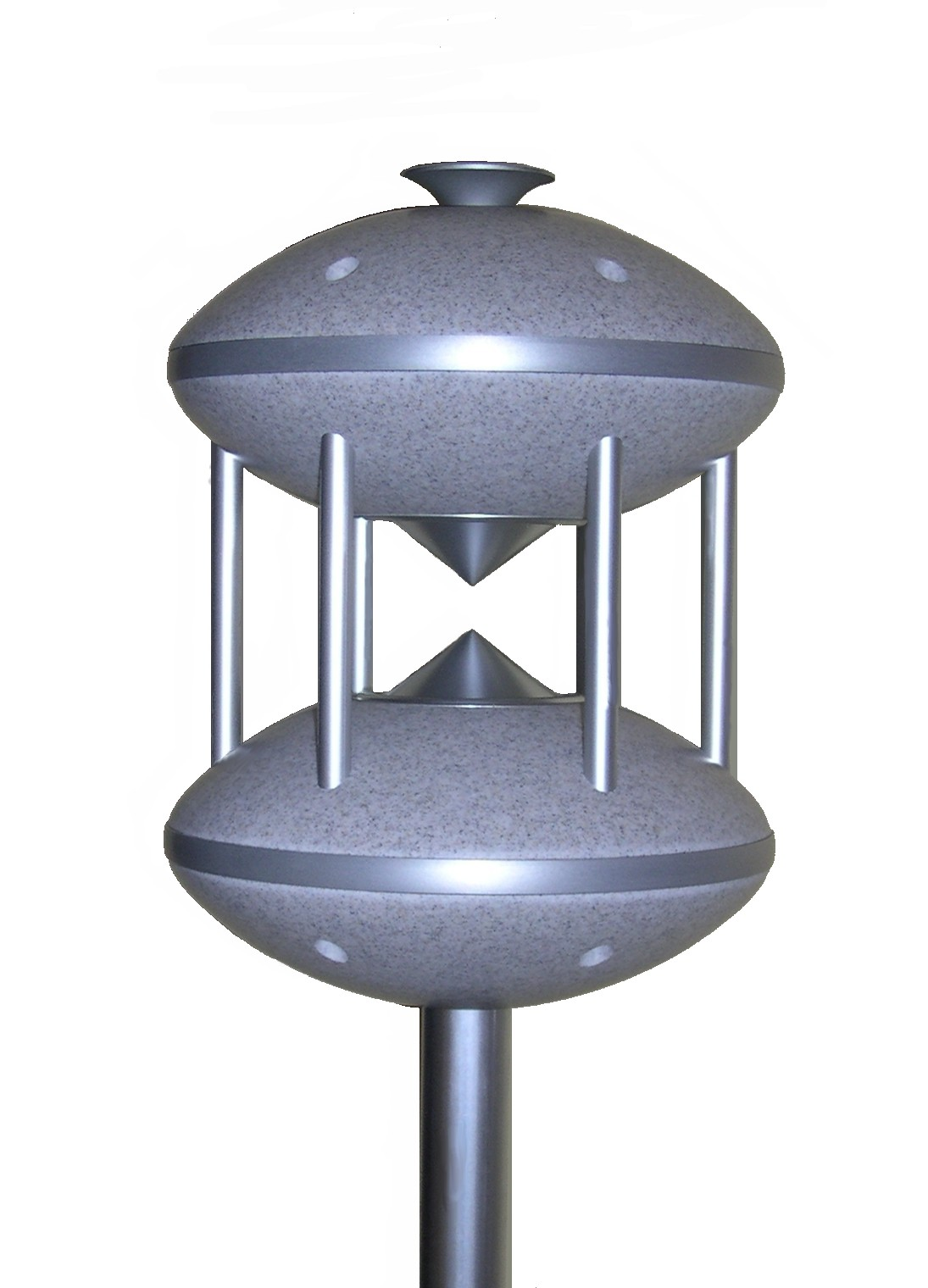
Rundstrahler mit zwei gegeneinander arbeitenden Außenkegel-Lautsprechern

Theoretisch ideal wäre eine punktförmigen Schallquelle, die gleichmäßig in alle Richtungen strahlt. Die Lautstärke nimmt bei üblichen Lautsprecherboxen je nach Verhältnis der Front zur Wellenlänge außerhalb der Richtungsachse mit steigender Frequenz ab. In vielen Fällen muss lediglich in der Horizontale gut rundum abgestrahlt werden.

### Rundstrahlende Lautsprecher
Der einzige Wandler, der einem Kugelstrahler nahe kommt, ist der Plasmahochtöner: durch Hochspannung wird ein Luftplasma erzeugt, das im Takt des Signales schwingt. Lediglich die im Weg stehenden Teile der Konstruktion selbst limitieren sein fast kugelrundes Abstrahlverhalten. Er kann jedoch nur sehr hohe Frequenzen mit geringem Schalldruck wiedergeben.
Die Radialstrahler einer Firma basieren zum Beispiel auf kreisförmig angeordneten, nach außen gebogenen Lamellen, welche durch vertikale Stauchung in Bewegung versetzt werden.
Ein Hochton-Lautsprecher, der in waagerechter Ebene rundum abstrahlt, wurde 1985 von ELAC eingeführt.
Er besteht aus einem geriffelten Metallband, das hochkant in einem waagerechten Kreis um einen Feldmagneten führt. Durch den Signalstrom ändert es seinen Durchmesser.
Die Biegewellenwandler einer weiteren Firma ähneln vom Aufbau her Konuslautsprechern. Allerdings ist die Membran deutlich in die Länge gezogen, und das Chassis wird quasi liegend eingebaut. Man sieht von außen das, was bei gängigen Lautsprechern die Rückseite des Konus ist – und dieser bewegt sich kaum kolbenförmig, sondern schwingt durch Verformung.

### Gehäuse mit Diffusor-Elementen
Bei dieser weit verbreiteten Bauform werden konventionelle Lautsprecher in waagerechter Ebene montiert. Der von der Membran ausgehende Schall wird von Gehäuseelementen umgelenkt und kreisförmig seitwärts reflektiert. Meist handelt es sich dabei um einen schlichten, geraden Kegel mit 90° Öffnungswinkel und einer Grundfläche ähnlich dem effektiven Membrandurchmesser
Es werden Konstruktionen mit gegeneinander strahlenden Lautsprechern vorgeschlagen, oft auch als Radialstrahler, Rundumstrahler oder  Lautsprecher mit Diffusor-Elementen bezeichnet, deren Schallwellen vom Gehäuse und den beiden gleichphasig angesteuerten Membrankegeln kreisförmig seitwärts umgelenkt werden.

### Dipole und Bipole
Lautsprechermembranen geben rückseitig ähnlich viel Schallenergie ab wie nach vorne – allerdings gegenphasig, was beim Betrieb ohne Gehäuse bei tiefen Frequenzen zu einem akustischen Kurzschluss führt. Bei hohen Frequenzen gleicht die Abstrahlcharakteristik einer liegende 8, ist also ungleichmäßig. Dennoch nützen manche Lautsprecherboxen diesen Schallanteil, beispielsweise manche Magnetostaten. Der Eindruck eines subjektiv „weiträumigen“ Klangbildes solcher Dipole resultiert, ebenso wie bei echten Rundumstrahlern, aus der verstärkten Rolle von Raumreflexionen.
Als hintere Schallquellen von Surroundsystemen (auch Effektlautsprecher genannt) kommen manchmal Bipole zum Einsatz: Boxen mit gegenüberliegenden, aber gleichphasig arbeitenden Lautsprechern, die für ein diffuses Klangbild sorgen.

### Gehäuse mit versetzten Lautsprechern

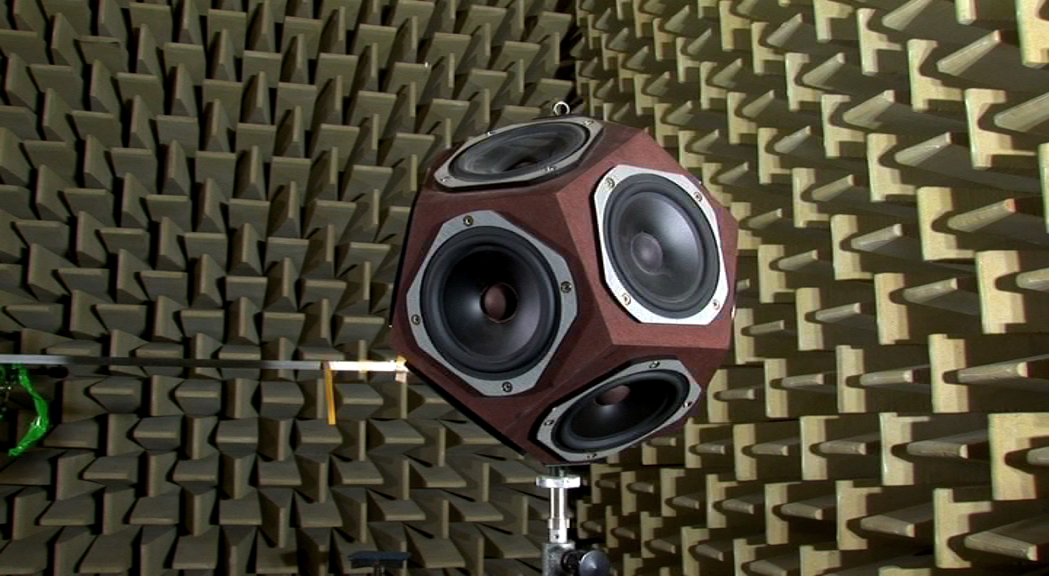
Dodekaeder-Messlautsprecher

Der Theorie omnidirektionaler Abstrahlung folgt auch das Modell einer möglichst kleinen Kugel, die mit möglichst vielen Lautsprechern bestückt ist. Es werden mehrere gleichartige Lautsprecher in alle Wände einer Box eingebaut. Solche Systeme (auch als „3D-Lautsprecher“ bezeichnet) produzieren zwar so etwas wie „Raumklang“; Laufzeitdifferenzen und Kammfiltereffekte beeinträchtigen jedoch die präzise Wiedergabe.
Rundum strahlende Lautsprecher-Systeme sind für Messungen in der Bauakustik und der Raumakustik wichtig. Hier kommen Systeme mit zwölf Einzellautsprechern (Dodekaeder), seltener auch mit acht (Oktaeder) oder zwanzig (Ikosaeder) Lautsprechern, zum Einsatz. Hier steht eine gleichmäßige Verteilung der Schallleistung in alle Richtungen im Vordergrund. Da entsprechende Messungen stets örtlich gemittelt werden, fällt die durch die Überlagerung der Einzelschallfelder entstehende Richtungsabhängigkeit bei höheren Frequenzen kaum ins Gewicht.